# Renata Zomerska
Renata Zomerska (ur. 25 listopada 1976) – polska lekkoatletka, płotkarka, specjalizująca się w biegu na 400 metrów przez płotki, mistrzyni Polski.

## Kariera sportowa
Była zawodniczką AZS-AWF Wrocław.
Na mistrzostwach Polski seniorek na otwartym stadionie wywalczyła pięć medali, w tym złoty w sztafecie 4 x 400 metrów w 1997, srebrny w sztafecie 4 x 400 metrów w 1996, dwa brązowe w biegu na 400 metrów przez płotki: w 1997 i 1998 oraz brązowy w sztafecie 4 x 400 metrów w 1998. 
Rekord życiowy w biegu na 400 m ppł: 59,15 (21.06.1997).